# Lars Magnus Trozelli
Lars Magnus Trozelli, född 20 februari 1785 i Linköping, Östergötlands län, död 21 juli 1852 i Norrköping, Östergötlands län, var en svensk jurist och godsägare. Han var brorsons son till Clas Blechert Trozelius.

## Biografi
Trozelli var son till domkyrkosysslomannen Nils Trozelius. Han avlade hovrättsexamen 1804, blev därefter vice häradshövding och fick titeln häradshövding 1821. Trozelli blev sedermera justitieborgmästare i Norrköping 1824 och titulär lagman 1827. Han tog avsked 1834. 
Trozelli ägde bland annat Holmens bruk i Norrköping (1837–1845) och Malmö och Björnsnäs i Kvillinge socken.
Lars Magnus Trozelli är begravd på Södra begravningsplatsen i Norrköping. Han var far till Henning Trozelli.